# Kawatake Mokuami
Kawatake Mokuami (河竹黙阿弥), pseudonimo di Yoshimura Yoshisaburō (吉村芳三郎) (Tokyo, 1º marzo 1816 – Tokyo, 22 gennaio 1893) è stato un drammaturgo giapponese versatile e prolifico, l'ultimo grande drammaturgo del periodo Edo (江戸時代) (1603-1867), esponente del genere teatrale Kabuki (歌舞伎), sorto in Giappone all'inizio del XVII secolo.

## Biografia

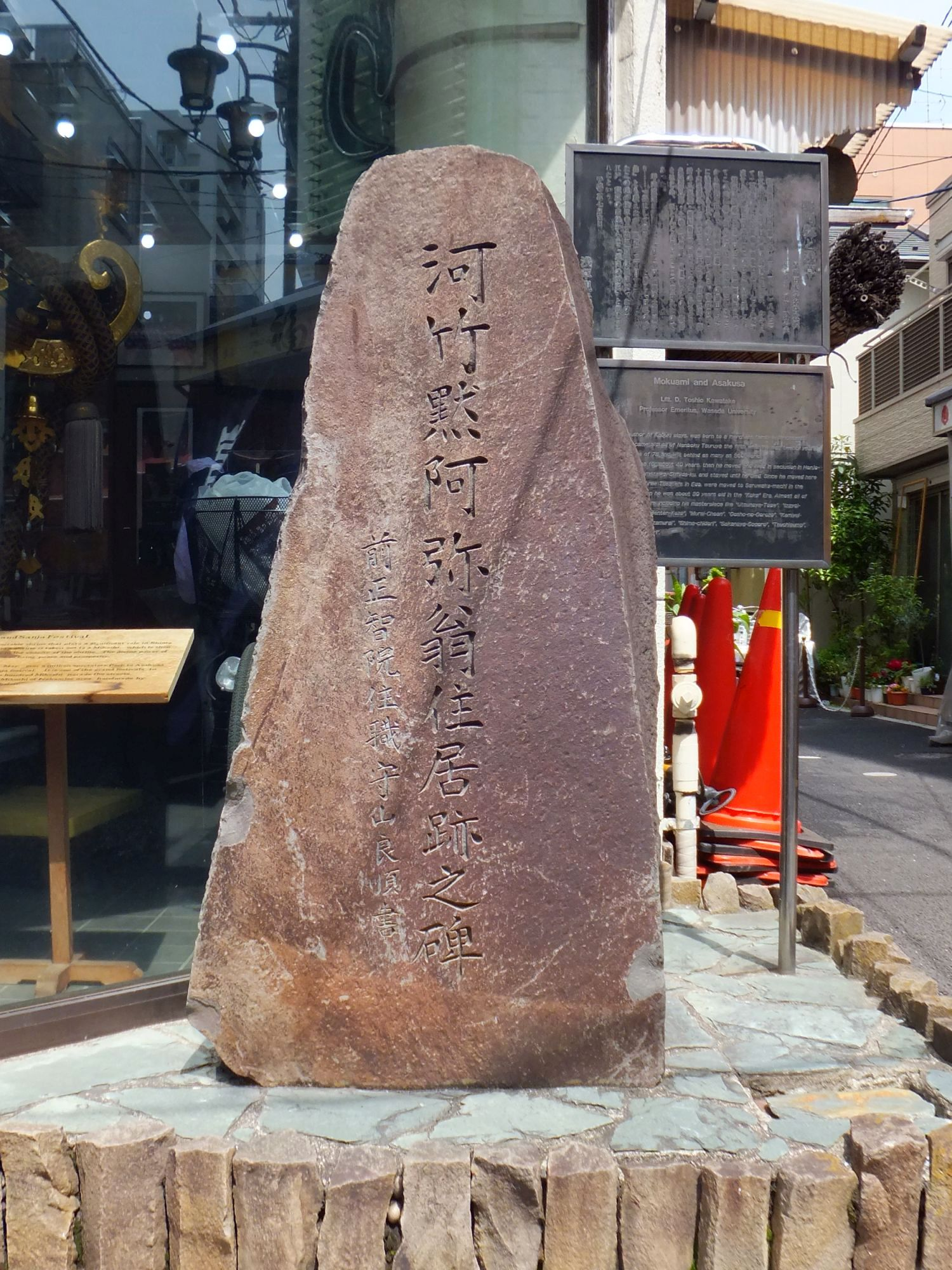
Monumento che segna il sito della residenza di Kawatake Mokuami ad Asakusa, Tokyo

Kawatake Mokuami nacque a Tokyo il 1º marzo 1816,figlio di un proprietario di un banco di pegni, dal quale venne diseredato per i suoi comportamenti stravaganti.
Kawatake successivamente lavorò con una biblioteca circolante, grazie alla quale incominciò a dedicarsi alla lettura, attività che gli consentì di accrescere le sue conoscenze nel campo teatrale.
In quel periodo maturò l'idea di prendere lezioni di danza e di lavorare nel teatro.
Si avvicinò al teatro anche frequentando i ridotti degli attori abbonati ai suoi libri.
Kawatake divenne quindi allievo del drammaturgo Kabuki Tsuruya Namboku V, al teatro Ichimura e venne assunto come drammaturgo apprendista.
Scrisse molti tipi di drammi durante la sua lunga formazione e tirocinio, diventando il principale drammaturgo per il Teatro Kawarasaki dal 1843.
Nell'arco della sua carriera quarantennale portò sulle scene circa trecentosessanta drammi, circa centotrenta sono rappresentazioni domestiche, novanta sono rappresentazioni storiche e centoquaranta sono drammi di danza; Kawatake si affermò e venne apprezzato scrivendo sewamono, rappresentazioni domestiche il cui soggetto principale è la quotidianità della gente comune, e nel 1854 mise in scena L'uccello della capitale (Miyako-dori), che divenne il primo dei drammi denominati kizewamono, cioè di "miserie umane", opere picaresche che descrivono la vita di ladri, di giocatori d'azzardo, di briganti e prostitute, che grazie al suo contributo riscossero un grande successo.
Quasi tutte le sue opere furono ambientate nella capitale, della quale narrarono eventi, aspetti, approfondendo vizi e virtù della gente. I protagonisti furono quasi sempre violenti, però guidati da un intendimento morale che li aiutò a riscattarsi. e le sue rappresentazioni vennero valorizzate dall'abile scenografia e addolcite dalla musicalità del linguaggio.
Le sue opere vengono rappresentate spesso e costituiscono la metà del repertorio attuale Kabuki, caratterizzate per i potenti brani lirici recitati, coniugati con un accompagnamento musicale, che amplifica la situazione drammatica. I drammi suscitano interesse anche per la descrizione della vita e dei caratteri delle classi sociali inferiori e delle loro scene d'amore, quindi è presente una miscela di violenza ed erotismo.
Ha scritto molte opere del genere per il noto attore Ichikawa Kodanji IV, fino alla morte di quest'ultimo nel 1866.
Dopo il rinnovamento Meiji (1868), Kawatake iniziò a produrre katsurekimono, o versioni modificate di rappresentazioni tradizionali (jidaimono), evidenziando la precisione e l'acutezza dei fatti nelle sue opere, che diventarono rappresentazioni storiche.
Fu anche un anticipatore nella produzione di un nuovo tipo di drammaturgia domestica denominata zangirimono, incentrata sui temi della modernizzazione e dell'occidentalizzazione della prima società Meiji.
Tra le sue opere più significative si ricordano Nezumi Kōzō (1857), L'amore di Izayoi e Seishin (Izayoi Seishin, 1859), La prima visita dei tre kichiza ai quartieri di piacere (Sannin kichiza kuruwa no batsu-kai, 1860) e Uno stereoscopio per promuovere il bene ed ammonire contro il male (Kanzen-chōaku nozoki-karakuri, 1862).
Si ritirò dalla sceneggiatura nel 1881, anche se proseguì a scrivere drammi di danza, compresi i lavori derivati dal teatro nō (能), una forma di teatro sorta in Giappone nel XIV secolo.

## Opere
- L'uccello della capitale (Miyako-dori, 1854);
- Nezumi Kōzō (1857);
- L'amore di Izayoi e Seishin (Izayoi Seishin, 1859);
- La prima visita dei tre kichiza ai quartieri di piacere (Sannin kichiza kuruwa no batsu-kai, 1860);
- Uno stereoscopio per promuovere il bene ed ammonire contro il male (Kanzen-chōaku nozoki-karakuri, 1862);
- Due leoni (Renjishi, 1872);
- Il tamburo di Sakai (Sakai no Taiko, 1873);
- Shinza il barbiere (Kamiyui Shinza, 1873);
- Il demone Ibaraki (Ibaraki, 1883).